# Yngve Gamlin
Yngve Gamlin est un réalisateur, acteur et cryptarque suédois né le 17 mars 1926 et mort le 1er février 1995.

## Filmographie partielle
comme réalisateur
- 1964 : Är du inte riktigt klok?
- 1965 : Jakten
- 1968 : Badarna